# Android TV
Android TV là một hệ điều hành cho TV thông minh dựa trên Android và được phát triển bởi Google dành cho máy truyền hình, máy xem phương tiện kỹ thuật số, set-top box, và soundbar. Kế nhiệm Google TV, Android TV có giao diện người dùng được thiết kế xoay quanh việc khám phá nội dung và tìm kiếm bằng giọng nói, tổng hợp nội dung từ các ứng dụng và dịch vụ truyền thông khác nhau, và tích hợp với các công nghệ gần đây khác của Google như Assistant, Cast, và Knowledge Graph.
Nền tảng này được ra mắt lần đầu tiên vào tháng 6 năm 2014 và lần đầu tiên được cung cấp trên Nexus Player vào tháng 11 năm đó. Nền tảng này đã được thông qua như là middleware TV thông minh bởi các công ty như Sony và Sharp, trong khi các sản phẩm Android TV cũng đã được một số nhà cung cấp truyền hình IPTV sử dụng làm hộp giải mã tín hiệu.
Một phiên bản đặc biệt, mang tên Android TV "Operator Tier", được cung cấp cho các nhà khai thác truyền hình trả tiền và các dịch vụ khác triển khai Android TV trên thiết bị mà họ cung cấp cho người đăng ký để truy cập nội dung đa phương tiện. Ở phiên bản này, người vận hành có thể tùy chỉnh màn hình chính và các dịch vụ trên thiết bị. Chứng chỉ này hợp lý hóa việc quản lý giao diện người dùng, khởi chạy ứng dụng và phân phối nội dung, trao quyền cho các nhà khai thác mang lại trải nghiệm độc đáo trên Android TV.

## Lịch sử
Android TV lần đầu tiên được công bố tại Google I/O vào tháng 6 năm 2014, với tư cách là kế thừa cho sản phẩm không thành công về mặt thương mại Google TV. The Verge đã mô tả nó là phù hợp hơn với các nền tảng trình phát phương tiện kỹ thuật số khác, nhưng tận dụng dự án Knowledge Graph của Google; độ tương thích với Chromecast; nhấn mạnh nhiều hơn vào tìm kiếm; mối quan hệ chặt chẽ hơn với hệ sinh thái Android (bao gồm Google Play Store và tích hợp với các dòng Android khác như Android Wear); và hỗ trợ trực tiếp cho trò chơi video, gamepad bluetooth, và trong khuôn khổ Google Play Games. Một số người tham dự đã nhận được bộ công cụ phát triển của nền tảng, ADT-1; The Information đã báo cáo rằng ADT-1 dựa trên thiết bị khởi động 'Nexus TV' đã bị loại bỏ đang được Google phát triển nội bộ. Google trình làng thiết bị Android TV đầu tiên, Nexus Player được phát triển bởi Asus, tại một sự kiện phần cứng vào tháng 10 năm 2014.
Thiết bị bộ phát triển ADT-2 đã được phát hành trước khi phát hành Android TV 9.0. Android TV 10 được phát hành vào ngày 10 tháng 12 năm 2019, cùng với bộ công cụ phát triển ADT-3. Android TV 11 được phát hành cho ADT-3 vào ngày 22 tháng 9 năm 2020, trong khi kế hoạch triển khai đã được lên kế hoạch cho các đối tác nhà sản xuất phụ tùng gốc trong những tháng tiếp theo. Android TV 12 được phát hành vào ngày 30 tháng 11 năm 2021, với kế hoạch triển khai vào cuối năm 2022.
Android TV 13 được phát hành vào ngày 2 tháng 12 năm 2022 dành cho nhà phát triển sử dụng bộ công cụ phát triển ADT-3.